# توماس جيفارا
توماس جيفارا (بالإسبانية: Tomás Guevara)‏ هو مؤرخ وكاتب تشيلي، ولد في 1865 في كوريكو في تشيلي، وتوفي في 1935.